# Margaret Adams
Margaret Adams fue una aviadora australiana.

## Vida
En 1938, Adams, que era de Sídney, participó activamente en la formación del Australian Women's Flying Club (AWFC). Fue elegida presidenta inaugural en septiembre de 1938. El club estaba pensado como un club social para mujeres piloto y en 1939 tenía 300 miembros. Los miembros tomaron cursos de primeros auxilios y estudiaron ingeniería aeronáutica y navegación. También fabricaron comodidades, como calcetines, para la Real Fuerza Aérea Australiana. En 1940 se formó el Cuerpo de Entrenamiento Aéreo de Mujeres y los clubes pasaron a formar parte de esa organización.
En 1958, Adams, para entonces casada y usando su apellido de casada (Kentley)  se unió a la organización internacional de mujeres piloto Ninety-Nines. En 1960, ella y Maie Casey recibieron los estatutos para el capítulo australiano de la organización en una recepción en el Royal Aero Club de Londres, Inglaterra.